# Horst A. Bruder
Horst A. Bruder (* 6. März 1949 in Porta Westfalica) ist ein deutscher Aphoristiker.

## Leben
Er wuchs in Porta Westfalica, Minden, Düsseldorf und Frankfurt auf. Banklehre, Fachabitur, betriebswirtschaftliches Studium in Köln und eine berufliche Laufbahn im Bankgewerbe folgten.
Bruder lebt in Grünstadt/Pfalz. Er ist verheiratet und hat 2 Töchter. Er veröffentlichte mehrere Aphorismenbände und erscheint in verschiedenen Anthologien. Seine Aphorismen erschienen in Englisch und Französisch. 2012 wurden die Aphorismen seines Buches „DruckStellen“ ins Polnische übersetzt.

## Werke
- 1990: „GegenSätze“,
- 1996: „TriebFeder“,
- 2011: „DruckStellen“,
- 2012: „OdCiski“,
- 2021: „EinSpruch“,
- 2025: "SchwereLos"

Anthologien mit Beiträgen über Bruder

- 2010: Deutscher Aphorismenwettbewerb „Gedanken-Übertragung“
- 2011: „Goniac mysli“, Wrocław (Polen)
- 2012: Deutscher Aphorismenwettbewerb „Vom Stellenwert der Werte“
- 2014: Neue Deutsche Aphorismen
- 2016: „Weisheit - Kritik - Impuls“
- 2018: „Begegnungen“
- 2022: „Wahrheit, Lüge, Täuschung“

Fachbücher mit Beiträgen über Bruder

- 2013: „Der Aphorismus in Westfalen“
- 2017: „Positionen des Aphorismus“

## Auszeichnungen
Horst A. Bruder ist 2-facher Preisträger internationaler Aphorismen-Wettbewerbe des Fördervereins des Deutschen Aphorismus-Archivs e.V., Hattingen, 2010 und 2022.